# Саррацения
Сарраце́ния (лат. Sarracenia) — род насекомоядных растений семейства Саррацениевые (Sarraceniaceae).
Саррацения ловит и убивает насекомых, заманивая их в свои узкие воронкообразные кувшины, где насекомые попадают в ловушку и умирают. Крышки кувшинов — привлекательные места для посадки летающих насекомых. Насекомых заманивают в кувшины привлекательной окраской листьев и душистым нектаром. Каждый кувшин скользкий внутри с направленными вниз волосками. Насекомые падают по трубке в жидкость пищеварительного сока на дне кувшина. Сообщается, что нектар оказывает парализующее действие на насекомых. Попав в ловушку на дне кувшина, насекомые не могут выбраться. Насекомые разлагаются, и растение поглощает питательные вещества из разложившихся тел через специальные клетки в основании каждого кувшина.

## Название
Родовое латинское название дано в честь Мишеля Сарразена — канадского хирурга, врача, учёного и естествоиспытателя.

## Ботаническое описание
Травянистые многолетние растения. Корневище короткое, горизонтальное или вертикальное, с множеством придаточных мутовчатых корней. 
Листорасположение очерёдное, спиральное. Большинство или все листья растения являются «ловушками» для насекомых. Форма листа напоминает узкую, уплощённую, расширяющуюся и открытую сверху трубку с пластинчатым швом у переднего края и яйцевидной заострённой крышечкой вверху у заднего края листа. Лист на  ⅕ –¼ заполнен пищеварительным соком со специальными ферментами и смесью кислот (у Саррацении пурпурной и некоторых других видов пищу сначала переваривают личинки комаров рода Wyeomyia, а их продуктами жизнедеятельности питается растение), растворяющими упавших внутрь листа насекомых.
Цветки растения на прочной безлистной цветоножке выше листьев, одиночные, до 7 см в диаметре, с пятью чешуевидными прицветниками, пятью широколанцетными тупыми чашелистиками и пятью продолговаты тупыми овальными лепестками. Тычинок бесконечное число. Пестик один, завязь шаровидная, слегка сплюснутая сверху, столбик 1–1,5 см длинной, рыльце выпуклое внутрь, звёздчатое, до 4,5 см в диаметре. Плод — сухая крупная шаровидная пятигнёздая коробочка.

## Распространение и среда обитания
Эндемик Северной Америки. Распространён на северо-востоке США и на юге Канады. Произрастает на торфяных сфагновых болотах. Саррацения пситтацина может расти полностью в воде, напоминая красный округлый островок.

## История культивирования в Европе
Уже в XVIII веке в Европе многие коллекционеры и ботанические сады имели в своих теплицах и оранжереях экземпляры растений из Нового Света, среди этих растений были и саррацении. Через некоторое время и в Российской империи в частных коллекциях и крупных ботанических садах (Петербургский и Московский) выращивались некоторые виды этих растений.

## Агротехника
Растение очень неприхотливо, для всех его видов главное — высокая влажность грунта и воздуха, а также грунт средней кислотности. Желательно создать условие близкие к природным. Грунт — верховой торф с песком, а также можно принести с болота сфагнум и уложить толстым слоем вокруг растения. Грунт не должен попасть в точку роста растения. Многие садоводы, как любители, так и профессионалы успешно выращивают растение в открытом грунте в средней полосе России, создав «болотце» на своём участке. Для выращивания в открытом грунте рекомендуются северные виды: саррацения пурпурная, жёлтая, белолистная, саррацения минор.

## Таксономия
Sarracenia Tourn. ex L., первое упоминание в Sp. Pl.: 510 (1753).

### Синонимы
Гетеротипные (основанные на разных номенклатурных типах):
- Sarrazinia Hoffmanns. (1824)

### Виды
Подтвержденные виды (11) по данным сайта Plants of the World Online на 2023 год:
- Sarracenia alabamensis Case & R.B.Case — Саррацения алабамская
- Sarracenia alata (Alph.Wood) Alph.Wood
- Sarracenia flava L.
- Sarracenia jonesii Wherry
- Sarracenia leucophylla Raf.
- Sarracenia minor Walter
- Sarracenia oreophila (Kearney) Wherry
- Sarracenia psittacina Michx.
- Sarracenia purpurea L. typus — Саррацения пурпурная
- Sarracenia rosea Naczi, F.W.Case & R.B.Case
- Sarracenia rubra Walter — Саррацения красная